# Iván Fliórov

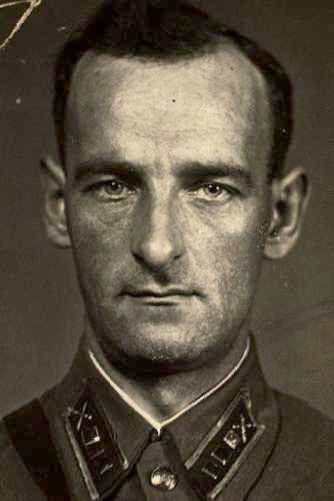
Retrato de Iván Fliórov

Iván Andréyevich Fliórov (del ruso: Иван Андреевич Флёров), capitán del Ejército Rojo,(27 de abril de 1905 - cerca del rio Ugra el 7 de octubre de 1941). Fue uno de los más distinguidos alumnos de la Academia de Artillería.
Fue el comandante de la primera batería de ocho Katiushas (BM-8), que fueron formados en Lípetsk y sobre el 14 de julio de 1941 fueron usados en la batalla contra el ejército alemán de Orsha en Bielorrusia, con un efecto sorpresa sobre el enemigo: En primer lugar la destrucción de líneas de aprovisionamiento alemanas, tanto munición, combustible y tanques, aniquilando una estación.
Pereció en una emboscada alemana el 7 de octubre de 1941, en unos pantanos cerca del río Ugrá. Después de agotar la munición ordenó la destrucción de todo el material.
El 21 de junio de 1995 fue nombrado póstumamente Héroe de la Federación Rusa.
- Datos: Q4491259
- Multimedia: Ivan Flyorov / Q4491259